# ISAM (album)
Pour les articles homonymes, voir ISAM.
Albums de Amon Tobin
Foley Room
(2007)
ISAM est le septième album du compositeur de musique électronique brésilien Amon Tobin. Sa sortie était prévue pour le 23 mai 2011, mais en raison d'une fuite, la version numérique a été sortie dès le 19 avril 2011. Certaines releases peuvent contenir une édition limitée contenant un CD avec des images de Control Over Nature (Le contrôle sur la Nature), un travail conçu par Amon Tobin et Tessa Farmer qui est thématiquement lié à la musique de ISAM. Le travail de Farmer est également présenté sur la couverture de l'album.

## Style
Cet album marque une évolution signifiative dans la signature musicale de Amon Tobin dû à l'absence de samples breaks. Comme avec l'album précédent Foley Room, une majorité de la sonorité est tirée d'une variété de sources inattendues enregistrées puis arrangées. Cependant, l'album ISAM va un peu plus loin en synthétisant des sons familiers tels qu'une chaise qui grince, un ressort, ou deux ampoules s'entrechoquant. Ce processus diffère de celui qu'il avait employé jusque-là, qui était de prendre des sons existants et d'en changer le contexte, en les laissant clairement identifiables mais en créant une nouvelle pièce. 
Tobin a décrit son album comme une "sculpture musicale" et a dit qu'il essaye d'aller plus loin que l'esthétisme de son dernier travail. Un mixe de 50 minutes de ISAM incluant les commentaires pistes par pistes de Amon Tobin lui-même peut être écouté sur Soundcloud.

## Liste des pistes
| 1.    | Journeyman                                                          | 6:38 |
| 2.    | Piece of Paper                                                      | 2:40 |
| 3.    | Goto 10                                                             | 4:20 |
| 4.    | Surge                                                               | 2:05 |
| 5.    | Lost & Found                                                        | 4:54 |
| 6.    | Wooden Toy                                                          | 2:25 |
| 7.    | Mass & Spring                                                       | 4:16 |
| 8.    | Calculate                                                           | 1:33 |
| 9.    | Kitty Cat                                                           | 4:16 |
| 10.   | Bedtime Stories                                                     | 3:44 |
| 11.   | Night Swim                                                          | 5:58 |
| 12.   | Dropped From The Sky                                                | 7:10 |
| 13.   | Morning Ms Candis (limited edition CD and digital-only bonus track) | 3:34 |
| 14.   | One Last Look (digital-only bonus track)                            | 2:40 |
| 56:11 |                                                                     |      |